# 로버트 데 카스텔라
프란시오스 로버트 "로브" 데 카스텔라(영어: Francios Robert "Rob" de Castella, 1957년 2월 27일 ~ )는 오스트레일리아의 전직 육상 선수이다.

## 생애
그는 빅토리아주 멜버른에서 태어났다.

## 마라톤 경력

### 1983년 세계 육상 선수권 대회

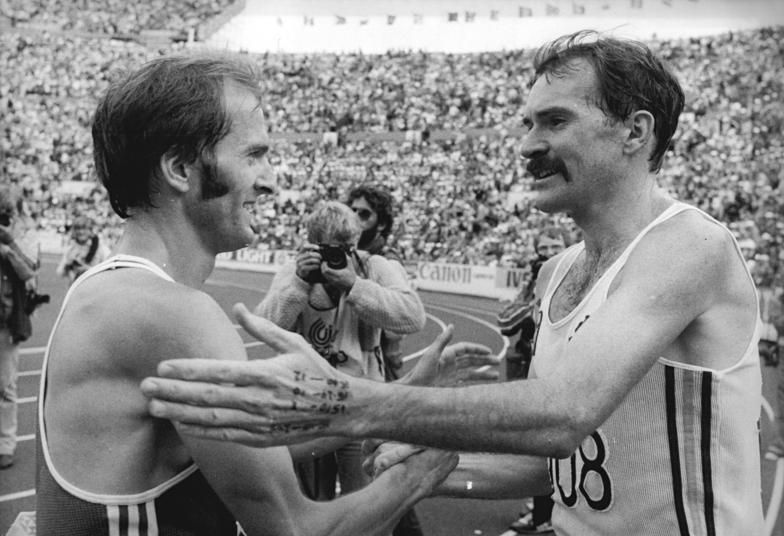

데 카스텔라는 1983년 세계 육상 선수권 대회 마라톤에서 에티오피아 선수 케베데 발차를 24초로 제치고 금메달을 획득한 최초의 오스트레일리아 선수가 되었다.

### 1984년 올림픽
데 카스텔라는 1984년 하계 올림픽 마라톤에 참가했다. 그는 물을 마시기 위해서 천천히 달릴때, 약 33km까지 기본 그룹에서 편안하게 달렸다.

## 참조
1. ↑  Benyo, Richard and Henderson, Joe (2002). 《Running Encyclopedia》. Human Kinetics. 86-87쪽. ISBN 978-0-7360-3734-1.